# Custo económico
O custo econômico de uma decisão depende tanto do custo da alternativa escolhida como do benefício relativo que se poderia ter sido obtido com uma melhor alternativa
O custo econômico difere-se do custo contabilístico, pois inclui também o custo de oportunidade. 
Por exemplo, consideramos que o custo econômico ao escolher frequentar um curso universitário. O custo contabilístico inclui as mensalidades a pagar à universidade, alojamento e alimentação, livros e outras despesas relacionadas. O custo de oportunidade de frequentar a us variáveis. CT = CF + CV.
- - Custo variável (CV): são os custos dos fatores que aumentam em relação direta com a quantidade que se decide produzir. O trabalho e matérias-primas são tipicamente considerados custos variáveis.
  - Custo fixo (CF): são os custos dos ativos de produção que, para uma dada estrutura de produção, não variam com o volume da produção. São exemplos os edifícios, máquinas ou licenças.
- Custo médio (CM): corresponde aos custos totais divididos pelo volume de produção. CM = CF/q + CM/q
- Custo marginal (C'): dada uma determinada quantidade de produção, corresponde ao acréscimo de custo para produzir a unidade seguinte.